# カルロス・フーモ・ゴンサルヴェス
フーモ（Fumo）こと、カルロス・フーモ・ゴンサルヴェス（Carlos Fumo Gonçalves、1979年9月22日 - ）は、モザンビーク・マプト出身の元サッカー選手。 現役時代のポジションは、フォワード。